# Strafgesetzbuch der Sozialistischen Sowjetrepublik Litauen
Das Sowjetlitauische Strafgesetzbuch (lit. Lietuvos Tarybų Socialistinės Respublikos baudžiamasis kodeksas, LTSR BK) ist das von der Litauischen SSR am 26. Juni 1961 verabschiedete Strafgesetzbuch. Es war eine umfassende Strafrechtskodifikation und die Hauptrechtsquelle des sowjetlitauischen Strafrechts. Das sowjetlitauische Strafgesetzbuch wurde nach dem Modellgesetzbuch des sowjetischen Strafrechts vorbereitet und vom Obersten Rat Sowjetlitauens verabschiedet. Es galt noch mehrere Jahre auch nach der Unabhängigkeit Litauens, da sowjetlitauisches Recht rezipiert wurde. Das sowjetlitauische Strafgesetzbuch wurde vom neuen litauischen Strafgesetzbuch abgelöst und trat am 1. Mai 2001 außer Kraft.